# Gradnica (obwód Gabrowo)

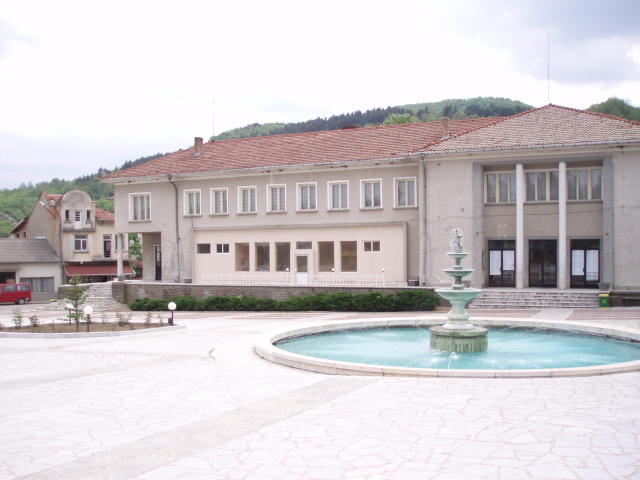
Plac

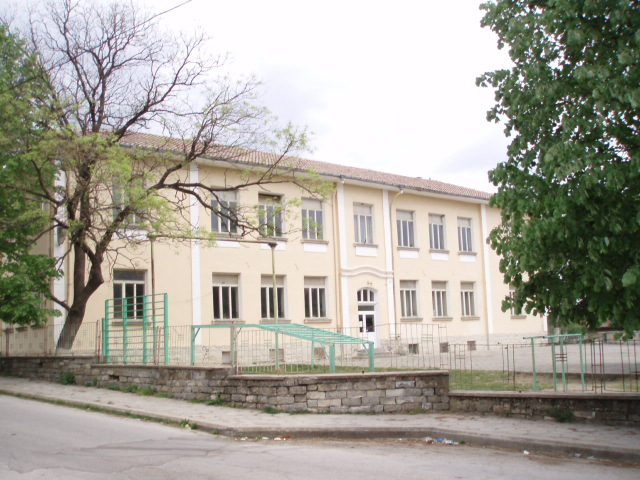
Profesjonalne gimnazjum transportu i inżynierii

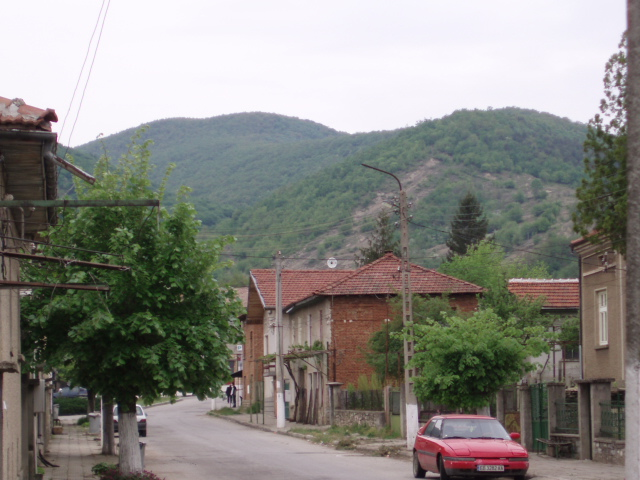
Uliczka

Gradnica (bułg. Градница) – wieś w środkowej Bułgarii, w obwodzie Gabrowo, w gminie Sewliewo. Według danych Narodowego Instytutu Statystycznego, 31 grudnia 2011 roku wieś liczyła 977 mieszkańców.

## Położenie
Miejscowość znajduje się 15 km na południowy zachód od Sewliewa. W pobliżu płyną rzeki Widima i Boazka.

## Historia
Pierwsza wzmianka o miejscowości pochodzi z XV wieku z tureckich dokumentów, ale przypuszcza się, że osada powstała jeszcze w XII wieku.

## Gospodarka
Miejscowość posiada bazę produkcyjną "Ideał Standard - Widima" AD, która specjalizuje się w produkcji baterii wodociągowych i akcesoriów do wyposażenia kuchni i łazienki.

## Zabytki
Jednym z zabytków w miejscowości jest cerkiew pw. Michała Anioła wzniesiona w 1855 r. z inskrypcjami odnotowujący wiek obiektu i ludzi, którzy go zbudowali.
W pobliżu Gradnicy znajdują się ruiny średniowiecznej twierdzy Preczista wraz z systemem obronnym.

## Kultura
- ośrodek kultury "Paiskij Chilendarski", w którym działa grupa kulturalna "Chudożestweno słowo"

## Oświata
- gimnazjum transportu i inżynierii
- szkoła "Świętych Cyryla i Metodego"

## Osoby związane z Gradnicą
- Christo Pelitew – pisarz